# 聶謙吉
聶謙吉（?—?），江西省臨江府清江縣（今樟树市）人，清朝政治人物，進士出身。
光緒十五年（1889年）己丑恩科江西鄉試第一名舉人（解元）。光緒二十四年（1898年），参加光緒戊戌科殿試，登進士二甲111名。同年五月，以主事分部学习。